# Цушко Сергій Вікторович
Сергі́й Ві́кторович Цушко́ (нар. 21 липня 1945, Лиса Гора — 10 червня 2021) — український поет, прозаїк, перекладач. Перекладав білоруських, литовських, вірменських та польських поетів. Літературний редактор. Автор пісень на власні слова та на вірші інших поетів. Член Національної спілки письменників України (1997).

## Біографія
Народився 21 липня 1945 року в селі Лиса Гора Первомайського району на Миколаївщині. 1969 року закінчив Київський політехнічний інститут, факультет автоматики та електроприладобудування.
До 1997 року працював наладчиком систем автоматизації технологічних процесів цукрової промисловості, з 1997 по 2000-й — заступником редактора газети «Витоки» і часопису «Світло». У 2001–2013-му — редактор Університетського видавництва «Пульсари».

## Творчість

### Поезія
- Внутрішні монологи. — Стара Синява: МП «Офсет», 1993. — 80 с.;
- Слово. — Фастів: Поліфаст, 1994. — 72 с.;
- Хор: партитура буття. — К.: УВ Пульсари, 2004. — 159 с.;
- Закоханий мандрівець: ліричний ужинок. — К.: УВ Пульсари, 2007. — 136 с.; друге видання — К.: Видавничий дім «АртЕК», 2019. — 160 с.
- Мій Майдан. — К.: УВ Пульсари, 2007. — 48 с.;
- Сонце осені: вірші й переклади. — К.: УВ Пульсари, 2010. — 184 с.;
- Граматика життя: поезії, замальовки. — К.: УВ Пульсари, 2013. — 120 с.;
- Один із вас: вибрані поезії. — К.: Ярославів Вал, 2014. — 320 с.
- Метелик у місті: нові поезії. — К.: Ярославів Вал, 2019. — 144 с. (Відзначена премією НСПУ «Благовіст» 2020 р.)

### Твори для дітей
- Данилкова абетка. — К.: Задруга, 2000. — 40 с.;
- Ганнусина книжка. — К.: Задруга, 2000. — 32 с.;
- На кого я схожий (кол. збірка). — Харків: ВД «ШКОЛА», 2007. — 80 с.
- Я — дитина України: читанка. — К.: Преса України, 2008. — 232 с.;
- Вухолапохвіст (кол. збірка). — Харків: ВД «ШКОЛА», 2010. — 80 с.;
- 10 кн. у серії «Малятко-розумнятко». — Харків: ВД «ШКОЛА», 2015—2016;
- Дощик вибіг на перон. — Харків: ВД «ШКОЛА», 2016, 2020. — 80 с.

### Новели та оповідання
- Діду мій
- Квітковий мед
- На дискотеку
- Я чекаю тебе
- Вічна троянда
- Калічка
- Німецька яма

Публікувалися в періодичній пресі та колективних збірках. Окремо не виходили.

### Упорядник книжок
- «Вічний бій» (доля і творчість Володимира Чубинського) (1996);
- Збірка пісень Володимира Чубинського «Поёт гитара» (2002);
- «Капела — співуча родина» (2009).